# Схоларх
Схоларх (на старогръцки: σχολάρχης) е термин, с който се означава човек, който ръководи някоя школа. Използва се най-често във философията, например за философите, които стоят начело на Платоновата академия или Ликейската школа в Атина.